# 后河镇 (长葛市)
后河镇，是中华人民共和国河南省许昌市长葛市下辖的一个乡镇级行政单位。位于长葛市西部，地处伏牛山东麓余脉的陉山脚下，距市区11千米。面积44.4平方千米，1997年人口4.8万人。郑（州）平（顶山）公路、长（葛）陉（山）铁路纵横交会过境。

## 历史
清朝属崇友保、尚存保；民国时属尚友，后相继属孝乡、尚存、孝友乡。1950年之后，先后为区、乡、区。1966年建后河公社，1984年改后河乡，1986年建镇。

## 行政区划
后河镇下辖以下28个村地区：
后河村、王楼村、丁庄村、山头高村、小辛庄村、娄庄村、洼李村、汪坡村、北杨庄村、三角王村、阎楼村、烧盆宋村、岗王村、画匠王村、广佛寺张村、沟冯村、白寨村、刘士华村、榆林村、徐庄村、西樊楼村、赵东村、陉山村、赵西村、山孔村、芝芳村、王买村和范庄村。

## 名人
- 杨景尧